# Lew Ochotin
Lew Pawłowicz Ochotin ros. Лев Павлович Охотин (ur. 1911 w Czycie, zm. 1948 w Kraju Chabarowskim) – rosyjski prawnik i polityk faszystowski, działacz Rosyjskiej Partii Faszystowskiej, w latach 1936-1943 członek Rady Naczelnej RPF.

## Życiorys
Był synem porucznika carskiej marynarki Pawła Ochotina i Nadieżdy. Po śmierci ojca, jego matka wyszła ponownie za mąż, a w 1920 cała rodzina wyemigrowała do Mandżurii. Lew Ochotin studiował w Instytucie Pedagogicznym w Harbinie. Tam też spotkał Konstantina Rodzajewskiego, który wprowadził go do ruchu faszystowskiego. Początkowo prowadził kancelarię partyjną i zajmował się rekrutacją nowych członków. W 1936 objął stanowisko szefa wydziału organizacyjnego Rosyjskiej Partii Faszystowskiej, a w latach 1937-1943 należał do Rady Najwyższej partii.

## Aresztowanie i proces
7 września 1945 Ochotin został aresztowany przez funkcjonariuszy radzieckiego kontrwywiadu wojskowego (Smiersz). 26 sierpnia 1946 razem z Konstantinem Rodzajewskim i pięcioma innymi działaczami białej emigracji zasiadł na ławie oskarżonych. Obradom sądu wojskowego przewodniczył Wasilij Ulrich. Ochotin został oskarżony o uprawianie propagandy antyradzieckiej, a także o prowadzenie działalności sabotażowej i terrorystycznej na szkodę Związku Radzieckiego. 30 sierpnia 1946 Sąd uznał Ochotina winnym zarzucanych mu czynów i skazał na 15 lat obozu pracy. Pracował przy wyrębie lasu w Kraju Chabarowskim, zmarł w obozie w 1948.
26 marca 1998 sprawą rehabilitacji Ochotina zajmował się Sąd Najwyższy Federacji Rosyjskiej. Uznał on zarzuty o uprawianie antyradzieckiej propagandy za nieuzasadnione, ale podtrzymał resztę zarzutów przeciwko Ochotinowi.